# Ne fais pas ça Isabella
Ne fais pas ça Isabella est un téléfilm français réalisé par Gilbert Pineau, diffusé en 1967.

## Fiche technique
- Titre : Ne fais pas ça Isabella
- Réalisateur : Gilbert Pineau
- Scénario : Véronique Castelnau, Gilbert Pineau d'après le roman éponyme de Mario Ropp
- Production : Deuxième chaîne de l'ORTF
- Date de diffusion :
  -  France 18 mars 1967
- Genre film policier

## Distribution
- Anna Gaël : Isabella Cordier
- Pierre Nègre : Édouard Cordier
- Germaine Delbat : Mme Mangin
- Douglas Head : M. Bergeriou
- Jean Vinci : Le commissaire Garnier
- Jean Barrez : L'inspecteur Vial
- Henri Lambert : Pierre Fisson
- Josep Maria Flotats : Jean-Marie Lavagne
- Jacques Insermini : Bernard
- André Jaud : Jaudin
- Eva Damien
- Jean-Paul Tribout